# Ophiophthirius
Ophiophthirius is een geslacht van slangsterren uit de familie Ophiotrichidae.

## Soorten
- Ophiophthirius actinometrae Döderlein, 1898